# Portugiesisch-simbabwische Beziehungen
Die portugiesisch-simbabwischen Beziehungen beschreiben das zwischenstaatliche Verhältnis zwischen Simbabwe (port.: Zimbabué) und Portugal. Die Länder unterhalten seit 1980 direkte diplomatische Beziehungen.
Historisch bestanden seit der Ankunft der portugiesischen Seefahrer im südlichen Afrika ab dem 15. Jahrhundert, später dann durch die Nachbarschaft des heutigen Simbabwe zur portugiesischen Kolonie Mosambik zahlreiche Berührungspunkte. Auch das Engagement portugiesischer Hilfsorganisationen in Simbabwe seit der Choleraepidemie 2008 und der innenpolitischen Krise ab 2009 ist zu nennen, etwa die Projekte der Assistência Médica Internacional ab 2009.
Im Jahr 2018 waren 64 simbabwische Staatsbürger in Portugal registriert, davon die meisten im Distrikt Lissabon (33) und an der Algarve (13). Im Jahr 2017 waren keine portugiesischen Bürger in Simbabwe gemeldet.

## Geschichte

### Bis 1980

Die Karte Mapa cor der rosa: das erfolgreiche britische Ultimatum 1890 gegen die portugiesischen Pläne einer Vereinigung zwischen Angola und Mosambik verhinderte portugiesische Ansprüche auch auf das heutige Simbabwe

Shona-Herrscher kontrollierten im 15. Jahrhundert weite Teile des heutigen Simbabwe und unterhielten Handelsverbindungen mit den islamischen Swahiligesellschaften an der Ostküste Afrikas. Nach der Ankunft der Portugiesischen Seefahrer im 15. Jahrhundert konkurrierten dann islamische und portugiesische Händler um Einfluss an den Königshöfen im heutigen Simbabwe. Nachdem die Portugiesen die Ostküste vor allem des heutigen Mosambiks dauerhaft unter ihre Kontrolle brachten, brachen die Handelsverbindungen der Shona mit der Swahilisphäre weitgehend ab. In der Folge begann der Niedergang der Shona-Herrschaft ab dem 16. Jahrhundert, bis sie 1835 schließlich von den Ndebele als Herrscher Simbabwes abgelöst wurden. 1837 entstand daraus das Matabele-Königreich im heutigen Simbabwe.
Da Portugal formal das Binnenland zwischen Angola und Mosambik beherrschte, diese Herrschaft aber praktisch nicht ausüben konnte, drangen im zunehmenden „Wettlauf um Afrika“ in den 1880er Jahren verstärkt britische Händler, Jäger, Forscher und Missionare, darunter David Livingstone, auch nach Simbabwe vor.
1887 stellte der portugiesische Außenminister Henrique Barros Gomes der Öffentlichkeit eine Karte „Portugiesisch-Südafrikas“ vor, auf der Angola und Mosambik miteinander verbunden waren. Das betreffende Gebiet war dort rosa eingefärbt, und die Karte ging als Mapa cor der rosa (dt. Rosafarbene Karte) in die Geschichte ein. Demnach gehörte das heutige Simbabwe fast vollständig zum portugiesischen Anspruchsgebiet. Dies stand im Widerspruch zum britisch beanspruchten Herrschaftsgebietes in Afrika, das der britische Kolonialpolitiker Cecil Rhodes mit seinem Spruch „vom Kap bis Kairo“ zusammenfasste. Es folgte das britische Ultimatum an Portugal von 1890, das die Schwäche der portugiesischen Regierung offenbarte und die republikanischen Kräfte stärkte, die sich im Oktober 1910 schließlich mit der Ausrufung der Portugiesischen Republik durchsetzten.
Cecil Rhodes erwarb 1888 Schürfrechte vom Matabele-König Lobengula, und der zunehmende britische Einfluss führte schließlich 1893 zur Unterwerfung des Matabele-Reichs. Gegen portugiesische Proteste hatte Großbritannien bereits 1891 das spätere Südrhodesien und heutige Simbabwe zu seinem Protektorat erklärt.

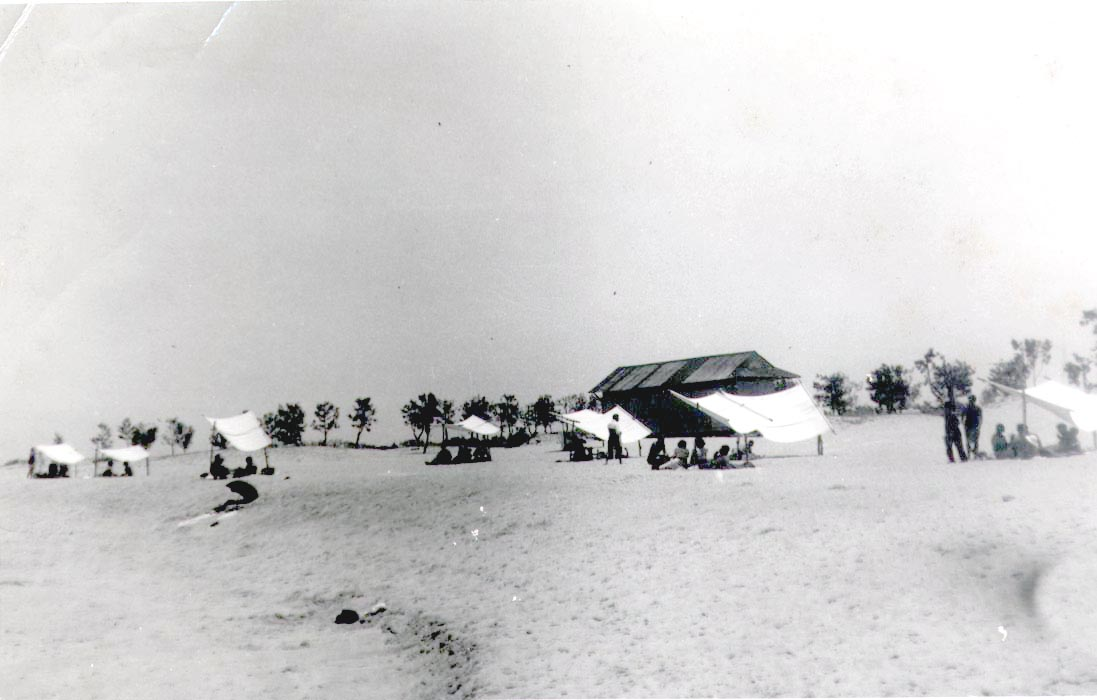
Einer der Badestrände Beiras in den 1930er Jahren: rhodesische Touristen kamen bis zur mosambikanischen Unabhängigkeit 1975 in großer Zahl nach Beira

Ab 1923 selbstverwaltete Kolonie erklärte es sich als Rhodesien 1965 einseitig als von Großbritannien unabhängig. International wurde diese Unabhängigkeit nicht anerkannt, auch nicht vom kolonialen Estado Novo-Regime Portugals, dem ältesten Verbündeten Großbritanniens.
Das weiße Rhodesien und die benachbarte portugiesische Überseeprovinz Mosambik unterhielten dennoch gute Beziehungen. So kamen weiße rhodesische Touristen in großer Zahl an die Badeorte Mosambiks, insbesondere nach Beira.
Beide Länder unterhielten aber auch politische Kontakte, insbesondere die informelle Zusammenarbeit im Kampf gegen die mosambikanische Unabhängigkeitsbewegung FRELIMO, vor allem nach Ausbruch des Portugiesischen Kolonialkriegs in Mosambik 1964. Über portugiesische Kolonialaktivisten wie Jorge Jardim u. a. in Mosambik pflegten die Länder gute Kontakte, und die portugiesische Regierung bemühte sich, Rhodesien bei seinen zunehmenden Versorgungsproblemen zu helfen, etwa das internationale Ölembargo zu umgehen.

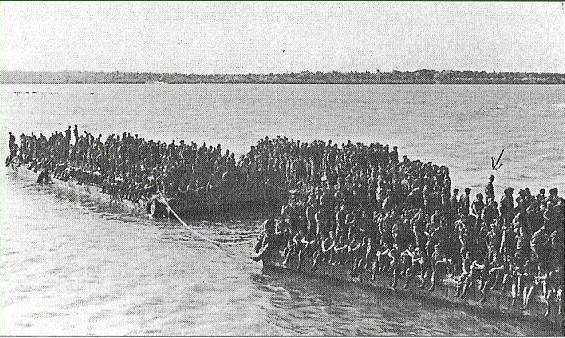
Portugiesischer Truppentransport 1968 in Mocímboa da Praia: Rhodesien unterstützte Portugal im Kolonialkrieg in Mosambik (1964 bis 1975).

Parallel stand Rhodesien seit 1972 selbst im Bürgerkrieg. Simbabwische Unabhängigkeitsbewegungen wie ZANU, ZAPU und andere konnten sich dabei nicht ins portugiesische Mosambik zurückziehen. Erst nach der Unabhängigkeit Mosambiks 1975 erhielten sie dort Unterstützung und ein Rückzugsgebiet, insbesondere die Zimbabwe African National Liberation Army (ZANLA) des späteren Präsidenten Simbabwes, Robert Mugabe.
Nach der Unabhängigkeit der portugiesischen Kolonie Mosambik 1975 wurde mit rhodesischer Hilfe die Widerstandsorganisation RENAMO gegründet. Sie löste 1977 den Mosambikanischen Bürgerkrieg aus und führte dort jahrzehntelang einen blutigen Guerillakrieg. Auch frühere Militärs der portugiesischen Streitkräfte aus dem Kolonialkrieg in Mosambik waren für die RENAMO aktiv.
1976 hatte bereits die Rhodesien-Konferenz stattgefunden, mit der ein Ende des rhodesischen Bürgerkriegs und ein Übergang zu einem schwarz regierten Simbabwe ermöglicht werden sollte. Nach der Gründung Simbabwe-Rhodesiens 1979 und dem Lancaster-House-Abkommen Ende 1979 setzte sich 1980 bei den ersten allgemeinen und freien Wahlen in Rhodesien die ZANU unter Robert Mugabe durch, und am 18. April 1980 wurde Simbabwe offiziell unabhängig.

### Seit 1980
Das seit der linksgerichteten Nelkenrevolution 1974 demokratische Portugal und das unter Präsident Mugabe als afrikanischer Hoffnungsträger geltende Simbabwe waren freundschaftlich gesinnt.
Bereits am 18. April 1980, dem ersten Tag der simbabwischen Unabhängigkeit, nahmen beide Länder diplomatische Beziehungen auf. Am 16. Juli 1981 akkreditierte sich Luís Augusto Martins als erster portugiesischer Botschafter in Simbabwe. Am 10. September 1982 unterzeichneten beide Länder in der simbabwischen Hauptstadt Harare ein bilaterales Handelsabkommen.
Mit der zunehmenden EU-Ausrichtung Portugals (Beitritt 1986) und der hinter den Erwartungen zurückbleibenden Entwicklung Simbabwes intensivierten sich die bilateralen Beziehungen danach nur wenig.
Am 5. Mai 1994 schlossen sie ein Luftfahrtsabkommen.
In der Choleraepidemie in Simbabwe 2008 halfen auch portugiesische Hilfsorganisationen, die nach der innenpolitischen Krise ab 2009 und der folgenden Wirtschaftskrise zum Teil weiter dort wirkten, insbesondere die AMI.

## Diplomatie
Portugal unterhält eine Botschaft in der simbabwischen Hauptstadt Harare. Portugal führt daneben keine Konsulate in Simbabwe.
Simbabwe führt keine eigene Botschaft in Portugal, seine Vertretung in Paris ist für Portugal zuständig. Auch simbabwische Konsulate bestehen in Portugal nicht.

## Wirtschaft

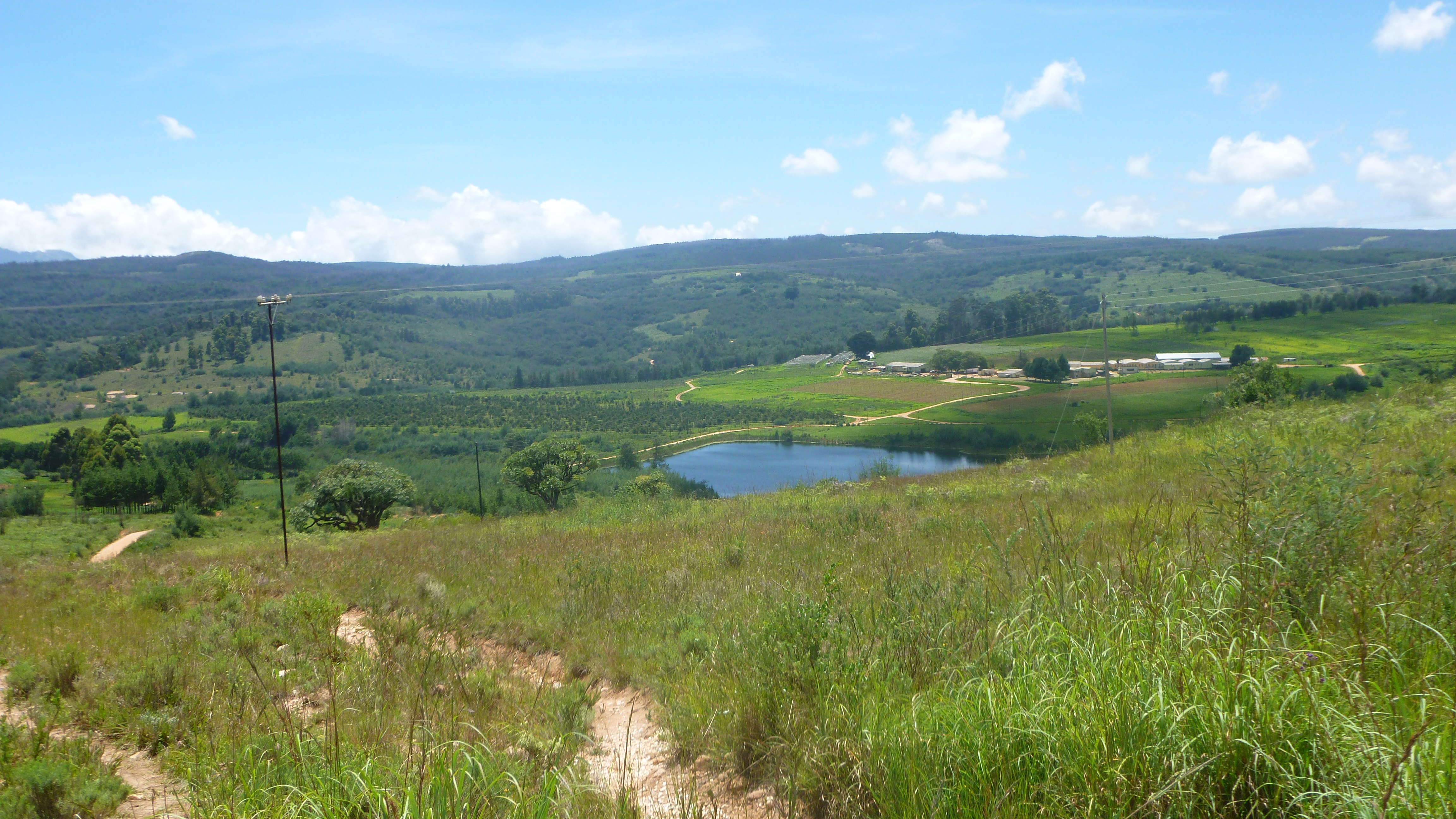
Die Claremont Estates-Obstplantagen im Osten Simbabwes bei Nyanga: Zitrusfrüchte und anderes Obst sind das Hauptexportgut Simbabwes nach Portugal, von wo vor allem Teile für die Energieversorgung nach Simbabwe kommen

Das Handelsvolumen zwischen Portugal und Simbabwe belief sich im Jahr 2016 auf 5,776 Mio. Euro, mit einem Handelsbilanzüberschuss von 2,380 Mio. Euro zu Gunsten Simbabwes. 19 portugiesische Unternehmen waren 2016 im Handel mit Simbabwe tätig.
Im Jahr 2016 exportierte Portugal Waren im Wert von 1,698 Mio. Euro nach Simbabwe (2015: 0,296 Mio.; 2014: 4,472 Mio.; 2013: 2,036 Mio.; 2012: 1,616 Mio.), davon 58,6 % Maschinen und Geräte, 31,3 % Fahrzeuge und Fahrzeugteile, 6,5 % Metallwaren und 2 % chemisch-pharmazeutische Produkte.
Im gleichen Zeitraum lieferte Simbabwe Waren im Wert von 4,078 Mio. Euro an Portugal (2015: 3,199 Mio.; 2014: 33,961 Mio.; 2013: 19,044 Mio.; 2012: 46,601 Mio.), davon 60,6 % landwirtschaftliche Erzeugnisse (vor allem Obst), 33,0 % textile Stoffe und 6,4 % Minerale und Erze.
Damit stand Simbabwe für den portugiesischen Außenhandel 2016 an 180. Stelle als Abnehmer und an 130. Stelle als Lieferant, im simbabwischen Außenhandel rangierte Portugal 2015 an 97. Stelle als Abnehmer und an 80. Stelle als Lieferant.
Die portugiesische Außenhandelskammer AICEP unterhält ein Kontaktbüro an der portugiesischen Botschaft in Harare.

## Kultur
Das portugiesische Kulturinstitut Instituto Camões ist in Simbabwe u. a. mit einem Sprachzentrum in Harare und einem Lektorat an der University of Zimbabwe vertreten.
In ihrem 1988 erschienenen autobiografischen Roman Nervous conditions erzählt Tsitsi Dangarembga auch davon, wie sie auf der Klosterschule in ihrer Heimat Rhodesien, die fast nur weiße Mädchen besuchten, neben Englisch auch Französisch und Portugiesisch als weitere Kolonialsprachen lernen musste.
Im Buddha Eden Park im portugiesischen Bombarral sind mehrere Werke des simbabwischen Künstlers Raymond Chataira zu sehen.

## Sport

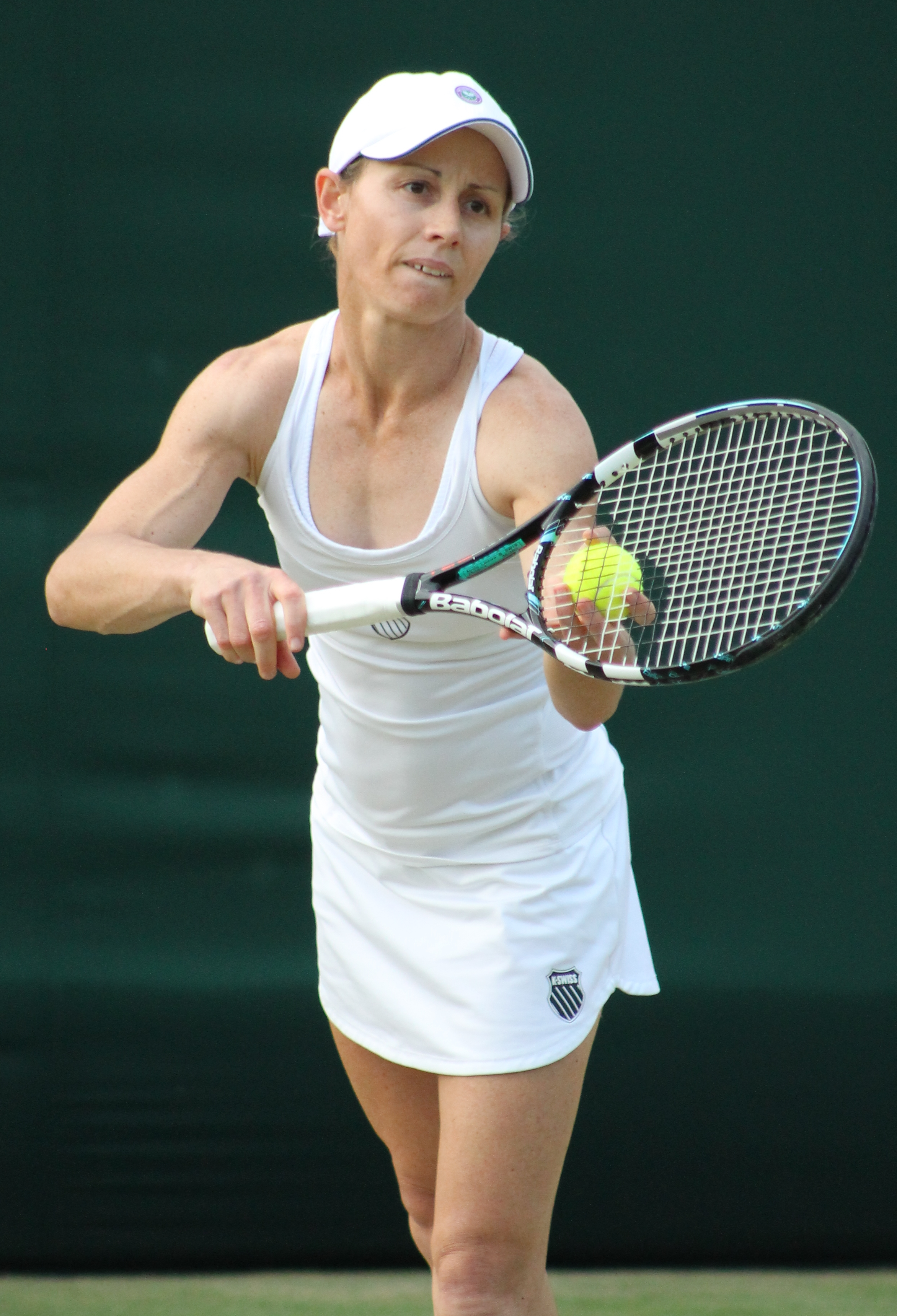
Cara Black 2014 in Wimbledon: in dem Jahr gewann sie im Doppel die Portugal Open

Die simbabwische Tennisspielerin Cara Black siegte mehrmals in Portugal im Doppel. So gewann sie 2014 das wichtigste portugiesische Turnier für Frauen, die Portugal Open, nachdem sie 2002 bereits das WTA Porto im Doppel gewonnen hatte.
Die erste Ausgabe des ATP Challenger Madeira gewann 1991 Byron Black aus Simbabwe.
Der simbabwische Läufer Tendai Chimusasa gewann 1992 den Lissabon-Halbmarathon.
Die Simbabwische Fußballnationalmannschaft und die Portugiesische Auswahl haben bisher noch nicht gegeneinander gespielt. Auch die Portugiesische Frauen-Nationalmannschaft und die Frauen-Nationalelf Simbabwes trafen bisher noch nicht aufeinander (Stand Juli 2019).